# Anfora
Anfora,  Name des alten römischen Amphora, ein italienisches Volumenmaß für Flüssigkeiten in Venedig.
- 1 Anfora = 515,087 Liter

Die Maßkette war:
- 1 Anfora = 4 Biconcie/Bigonzie/Biconzi/Bicongi = 8 Mastelli = 56 Secchi
  - 75 Anfora = 60 Botte = 1 Burchio